# Молинара
 Тази статия е за сорта грозде.  За селото в Южна Италия вижте Молинара (Италия).  
Молинара (на италиански: Molinara) е червен винен сорт грозде, произхождащ от Италия. Сортът е разпространен в областите Ломбардия и Венето, Североизточна Италия.
Познат е и с наименованията: Росара, Росанела, Брепон, Брепон Молинаро.
Среднокъсен, високо добивен и непретенциозен сорт. Гроздовете са средни или големи, продълговати, конични, понякога цилиндрични, обикновено двукрили, рехави. Зърната са средни, кръгли или леко овални, червено-виолетови. Кожицата е покрита с обилен восъчен налеп.
Вината направени от Молинара са леки, бледи на цвят и с ниска плътност, както и с добри киселинни нива. Рядко се правят сортови вина от Молинара, сортът обикновено взема участие в купажни вина. Включва се в минимални количества в едни от най-известните купажни вина Валполичела (Valpolicella) и Бардолина (Bardolino), заедно със сортовете Корвина (Corvina) и Рондинела (Rondinella).